# Kościół Najświętszej Maryi Panny Królowej Polski i św. Michała Archanioła w Blachowni
Kościół Najświętszej Maryi Panny Królowej Polski i świętego Michała Archanioła – rzymskokatolicki kościół parafialny należący do dekanatu Blachownia archidiecezji częstochowskiej.

## Historia
Pierwszą świątynią parafialną był drewniany barak powstały w 1910 r. Od początku istnienia parafii podejmowano próby budowy dużego kościoła. Przeszkodziła w tym I wojna światowa. W 1917 roku proboszczem został ks. Marian Kubowicz, który po wojnie podjął starania o budowę nowego kościoła. 23 maja 1924 r. uroczyście rozpoczęto budowę kościoła. Plac pod Kościół poświęcił proboszcz parafii Św. Rodziny w Częstochowie, prałat, dziekan częstochowski Bolesław Wróblewski. Kamień węgielny poświęcił i wmurował 6 lipca 1924 r. biskup pomocniczy włocławski Władysław Krynicki. Projektantem kościoła był architekt z Warszawy inż. Konstanty Jakimowicz. Stary kościół przerobiono na potrzeby Akcji Katolickiej. Uroczystej konsekracji kościoła dokonał 4 września 1927 r. biskup częstochowski Teodor Kubina. W latach 1945–1962 proboszczem był ks. Marian Brylski, który w 1956 r. ukończył budowę świątyni. Dokończył także budowę obiektów parafii. Położono terakotową posadzkę oraz sprowadzono zamówiony przed wojną ołtarz św. Rodziny. Wzniesiono pomnik upamiętniający zamordowanych podczas okupacji niemieckiej. 
15 sierpnia 2008 roku przechodząca przez Blachownię trąba powietrzna spowodowała częściowe uszkodzenie świątyni (zerwała kopułę z krzyżem z wieży), która jednak w znacznym stopniu została naprawiona.

## Architektura
Charakterystycznym elementem świątyni jest bardzo interesujący ołtarz oraz umieszczone na ścianach inne obrazy święte, namalowane głównie ręcznie. Ołtarz główny został ufundowany przez robotników z huty Blachownia, natomiast wykonany został przez snycerza Antoniego Małka z Częstochowy. Wnętrze budowli reprezentuje różne style.

## Organy
Organy wybudowała firma Stefana Truszczyńskiego z Włocławka w II połowie XX wieku. Prospekt organowy jest wzbogacony dwiema wieżyczkami piszczałkowymi, pozbawiony jest obudowy architektonicznej. Pierwszym koncertmistrzem był prof. Edward Mąkosza.
Dyspozycja instrumentu:
| Manuał I        | Manuał II        | Pedał          |
| --------------- | ---------------- | -------------- |
| 1. Pryncypał 8' | 1. Klarnet 8'    | 1. Subbas 16'  |
| 2. Rurflet 8'   | 2. Nasard 1 1/3' | 2. Oktawbas 8' |
| 3. Gamba 8'     | 3. Bourdon 8'    |                |
| 4. Salicet 8'   | 4. Aeolina 8'    |                |
| 5. Oktawa 4'    | 5. Vox coel. 8'  |                |
| 6. Mixtura 3ch. | 6. Flet dol. 4'  |                |
| 7. Oktawina 2'  | Tremolo M.II.    |                |